# José Félix Huerta Calopa
José Félix Huerta Calopa (Alcalá de Henares, 17 de marzo de 1886 - Alcalá de Henares, 1 de agosto de 1979) abogado, jurista y escritor español. Fue alcalde de Alcalá de Henares (1939- 1941) y magistrado del Tribunal Supremo de España (1953-1959).

## Biografía

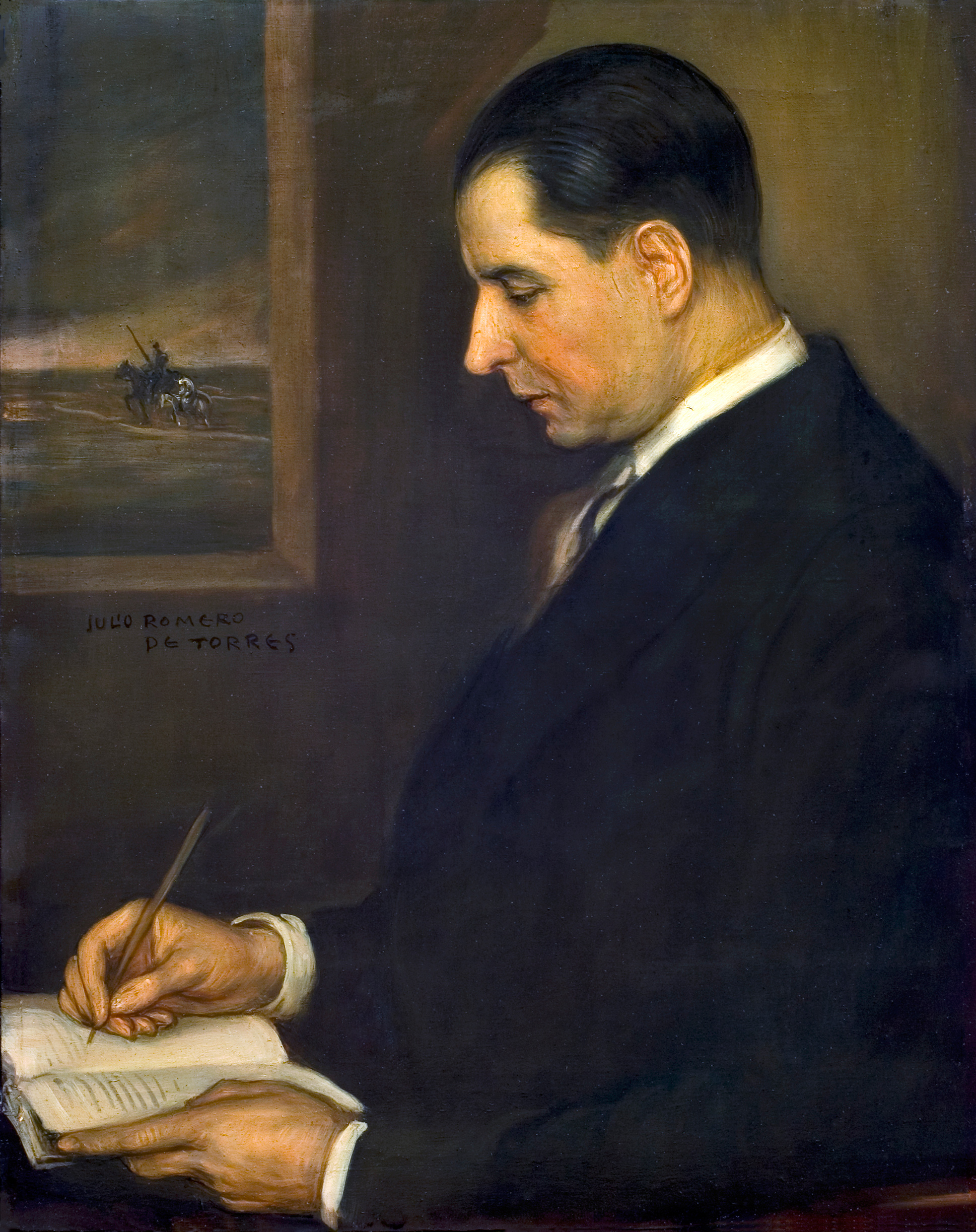
Retrato de José Félix, pintado por Julio Romero de Torres en 1928.

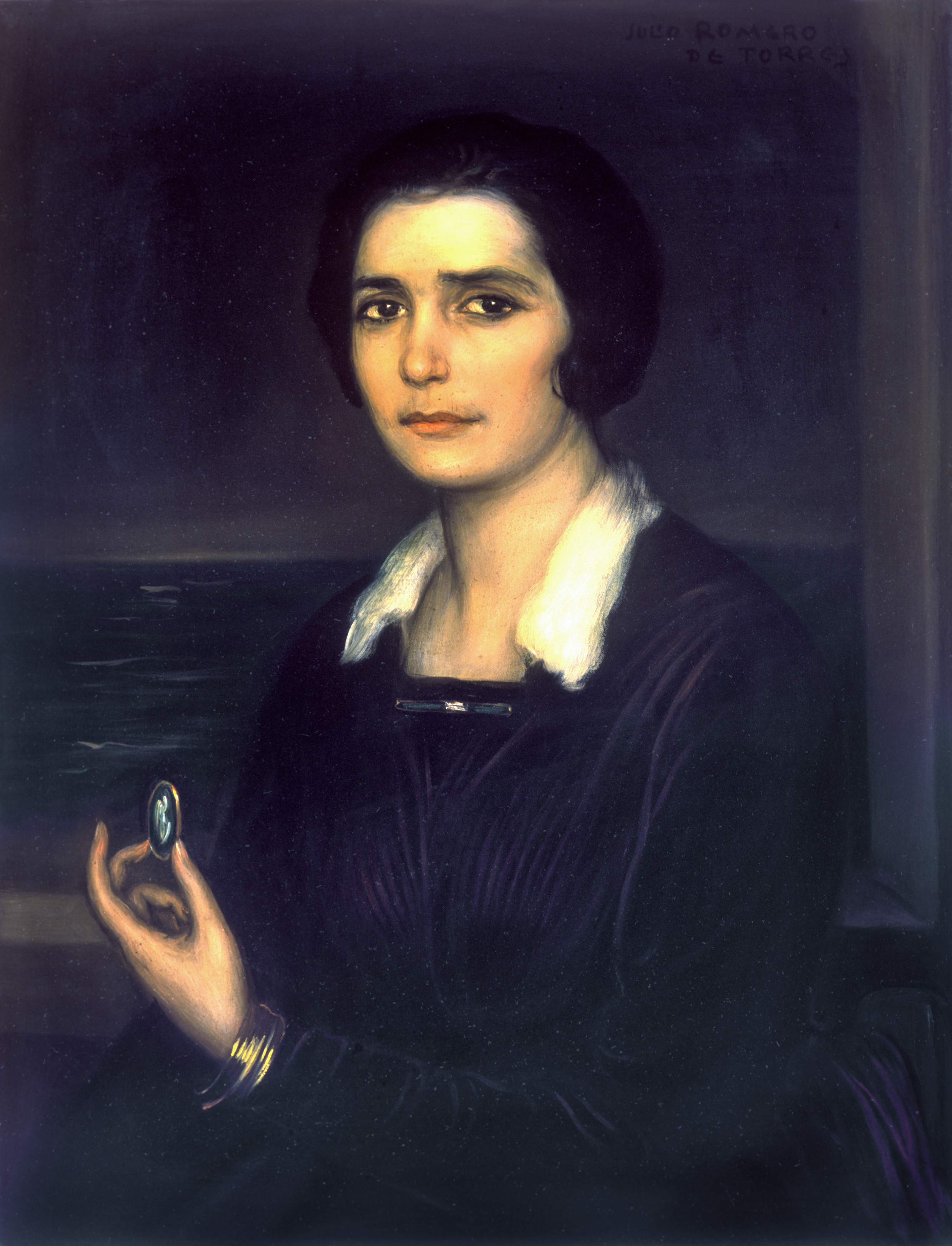
María Raymonde Lebarreau, esposa de José Félix, retratada por Julio Romero de Torres en 1928.

José Félix Huerta Calopa nació en Alcalá de Henares el 17 de marzo de 1886. Su padre fue Félix Huerta y Huerta (empresario y político) y su madre Antonia Calopa Albareda, siendo José Félix el menor de sus ocho hijos (4 mujeres y 4 hombres). Estudió el bachillerato en el Colegio de los Escolapios instalado en el Colegio Mayor de San Ildefonso, y derecho en la Universidad Central de Madrid, finalizando la carrera con 19 años. Empezó a ejercer como juez con 21 años, inicialmente en Madrid y luego en Oviedo y Segovia; dimitiendo en 1931, con el advenimiento de la II República, por sus convicciones monárquicas. En 1912 colaboraba en El Imparcial de Madrid. Se casó con María Raymonde Lebarreau, y tuvieron dos hijos (María Rosario y Miguel).
El 30 de marzo de 1939, Tras la Guerra civil española, fue nombrado alcalde provisional de su ciudad natal, ratificado posteriormente. Además, fue elegido diputado provincial. Dimitió de ambos cargos en enero de 1941, por obligarle a cambiar los concejales de la corporación municipal.
Como alcalde consiguió un proyecto de abastecimiento de aguas, y un ejemplar de la Biblia Políglota Complutense para la ciudad. Recuperó el libro de bautismos de la antigua iglesia de Santa María la Mayor, donde están registrados Miguel de Cervantes y sus hermanos. Abrió una “Suscripción para la Reconstrucción de Alcalá”, que encabezó personalmente con 10.000 pesetas. También costeó, junto con Bernardo Esteban, una nueva imagen de la patrona de la ciudad, la Virgen del Val, para sustituir la destruida al comienzo de la guerra civil. En 1939 fundó la sociedad "Los Amigos de Alcalá", para impulsar la vida cultural complutense. Y fue vocal fundador de la "Sociedad Cervantina".
El 9 de enero de 1948 se reincorporó a la carrera judicial, ejerciendo como presidente de la Sala de Civil en las Audiencias Territoriales de Las Palmas, Zamora, Sevilla, Barcelona y La Coruña. En 1953 fue elegido Magistrado de la Sala Sexta del Tribunal Supremo y presidente honorario de la Sala Quinta. 
Tras jubilarse el 2 de abril de 1959 se trasladó a Biarritz (Francia), desarrollando una discreta oposición al régimen franquista. Regresó a Alcalá de Henares en 1976, donde falleció el 1 de agosto de 1979.

## Obra
Además de actividades periodísticas, publicó varios libros:
- 1925: El contrato de arrendamiento de fincas urbanas. Madrid: Mundo Latino.
- 1930: Sobre la dictadura. Madrid: Mundo Latino.
- 1930: Acotaciones en los márgenes. Madrid
- 1964: Defensa de España. Biarritz: Imp. des Gondoles. Colección Complutense, vol. I.
- 1965: Sobre la Justicia. Biarritz: Imp. des Gondoles. Colección Complutense, vol. II.
- 1966: Defensa de la Paz. Biarritz: Imp. des Gondoles. Colección Complutense, vol. III.
- 1969: Poemas proféticos. Biarritz: Imp. des Gondoles. Colección Complutense, vol. IV.
- 1969: Sobre Nixon, mal abogado de una causa perdida.

## Reconocimiento
- 31/03/1927: nombrado miembro correspondiente de la Real Academia de Jurisprudencia y Legislación.
- 1941: Presidente de la Sociedad de Condueños.
- 01/06/1941: nombrado hijo predilecto de su ciudad natal.
- 15/04/1959: Gran Cruz de la Orden de San Raimundo de Peñafort[7]

## La familia Huerta

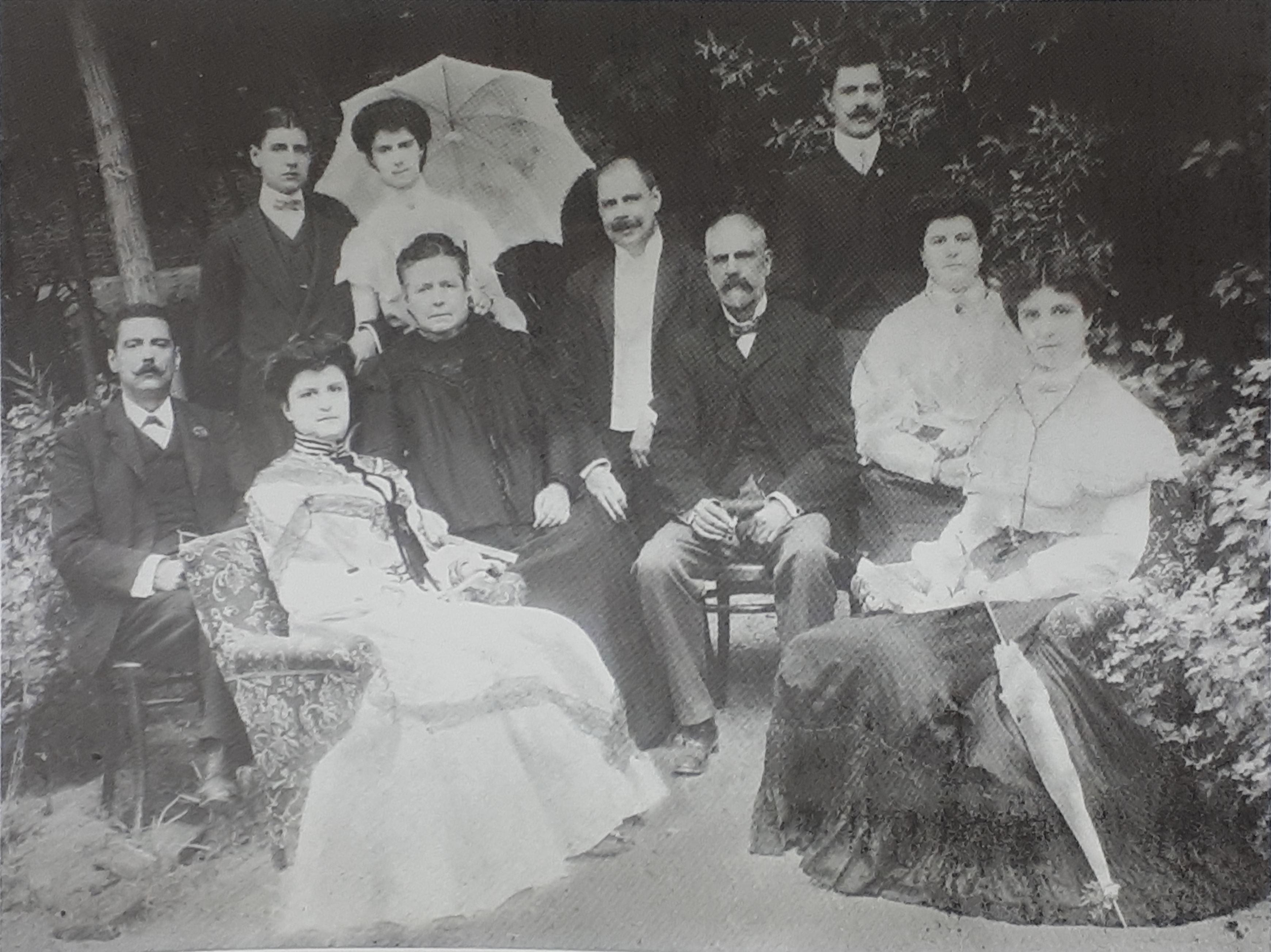
Familia Huerta Calopa en el jardín de su casa.
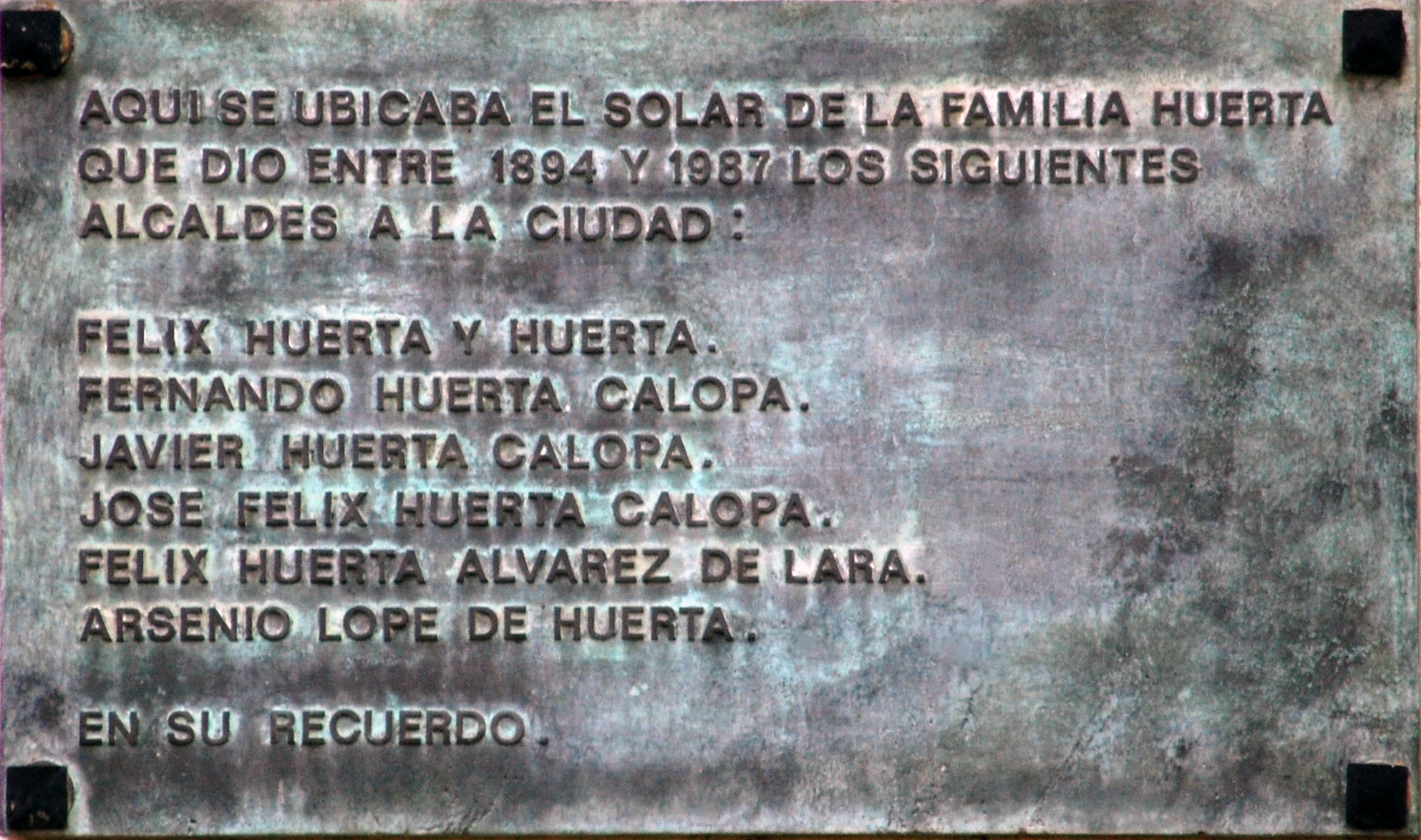
Placa en recuerdo de los alcaldes de la Familia Huerta.

La familia Huerta desempeñó un importante papel en la vida política y social de Alcalá de Henares, durante los siglo XIX y XX. Ejercieron como abogados y jueces; dirigieron periódicos locales, como "El eco complutense", y otras actividades empresariales.
La familia Huerta ha dado una saga de concejales y alcaldes a la ciudad complutense, siendo Félix Huerta y Huerta su nexo entre todos ellos. Su abuelo y su padre fueron concejales de la corporación municipal. De sus cuatro hijos varones, tres de ellos llegarían a ocupar el sillón municipal de Alcalá: Fernando, Javier y José Félix. Así como su nieto Félix Huerta Álvarez de Lara, y su bisnieto Arsenio Lope Huerta.
Por otro lado, desde Javier Huerta Calopa hay cuatro generaciones de farmacéuticos, en torno a la farmacia de la calle del Tinte, inaugurada en 1905.